# Storholmen (Molde)

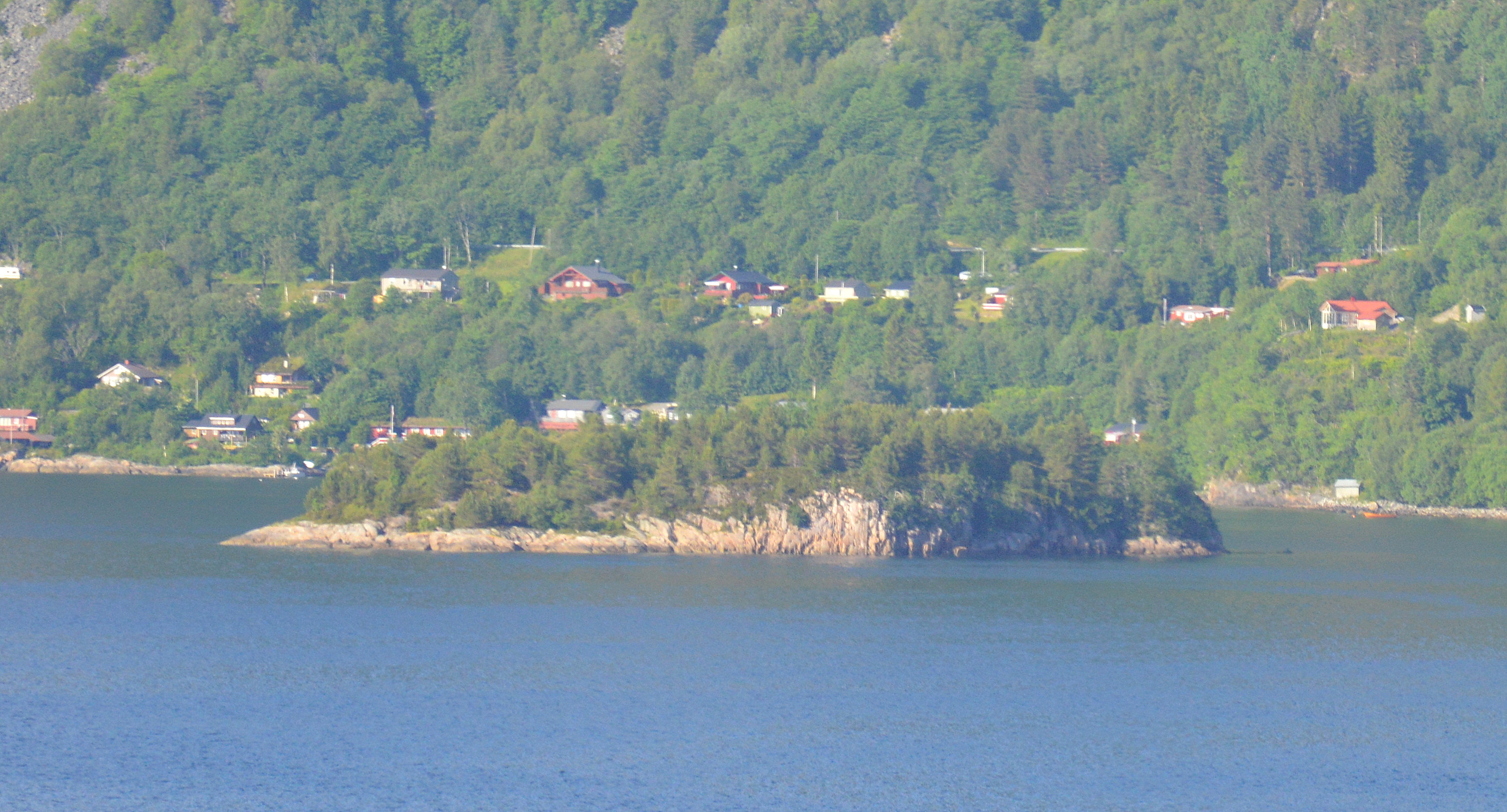
Storholmen

Storholmen ist eine Insel an der norwegischen Küste des Europäischen Nordmeers und gehört zur Gemeinde Molde in der Provinz Møre og Romsdal. 
Die Insel befindet sich nahe dem Ostufer des Julsunds, nordöstlich der Torpedobatterie Julholm.
Die felsige Insel ist bewaldet und liegt nur etwa 100 Meter westlich des Festlandes. Sie erstreckt sich in West-Ost-Richtung über 160 Meter bei einer Breite von bis zu etwa 90 Metern und erreicht eine Höhe von etwa 12 Metern.